# Gerichtsbezirk Mezolombardo
Der Gerichtsbezirk Mezolombardo (auch: Mezzolombardo) war ein dem Bezirksgericht Mezolombardo unterstehender Gerichtsbezirk in der Gefürsteten Grafschaft Tirol. Er war Teil des Trentino und gehörte zum Bezirk Mezolombardo.
Der Gerichtsbezirk umfasste Gebiete nördlich von Trient. Nach dem Ersten Weltkrieg musste Österreich den gesamten Gerichtsbezirk an Italien abtreten.

## Geschichte
Der Gerichtsbezirk Mezolombardo wurde durch eine 1849 beschlossene Kundmachung der Landes-Gerichts-Einführungs-Kommission geschaffen und umfasste ursprünglich die 29 Gemeinden Andalo, Campo, Cavedago, Dardine, Denno, Dercolo, Faj, Grumo, Lover, Masi die Vigo, Mezzolombardo, Mezzotedesco, Mollaro, Molveno, Priò, Quetta, Rave die S. Rocco, Rovere della Luna, Segno, Spormaggiore, Sporminore, Termon, Torra, Toss, Tuenetto, Vervo, Vigo, Vion und Zambana.
Der Gerichtsbezirk Arco bildete im Zuge der Trennung der politischen von der judikativen Verwaltung
ab 1868 gemeinsam mit den Gerichtsbezirken Trient (Trento), Cembra, Civezzano, Lavis, Pergine und Vezzano den Bezirk Trient.
Der Gerichtsbezirk Mezolombardo wies 1869 eine Bevölkerung von 16.531 Personen auf.
Der Gerichtsbezirk Mezolombardo wurde per 1. August 1906 vom Bezirk Trient abgespalten und zu einem eigenständigen Bezirk, dem Bezirk Mezolombardo, erhoben.
1910 wurden für den Gerichtsbezirk 21.593 Personen ausgewiesen, von denen 301 Deutsch und 20.849 Italienisch oder Ladinisch als Umgangssprache angaben.
Durch die Grenzbestimmungen des am 10. September 1919 abgeschlossenen Vertrages von Saint-Germain wurde der Gerichtsbezirk Mezolombardo zur Gänze Italien zugeschlagen.

## Gerichtssprengel
Der Bezirk umfasste Ende Oktober 1916 die 29 Gemeinden Andalo, Campodenno, Cavedago, Dardine, Denno, Dercolo, Fai, Grumo, Lover, Masi di Vigo, Mezocorona (Kronmetz), Mezolombardo (Wälschmetz), Mollaro, Molveno, Nave San Rocco, Priò, Quetta, Roveré della Luna (Aichholz), Segno, Spormaggiore, Sporminore, Termon, Torra, Toss, Vervò, Vigo d’Anaunia, Vion und Zambana.